# Konuto
Konuto es una banda japonesa, de los géneros electro pop, instrumental y algo de rock en algunas ocasiones. Esta banda se integró en 1995 por los hermanos Yuki Konuto y Ami Konuto. 

## Comienzos en 1995 - 1996
En 1995, los hermanos Yuki Konuto y Ami Konuto, formaron la banda Konuto, con Chang Motokko y Aya Januko. Una banda musical japonesa que se dedica a la música electro pop, instrumental y rock. También, ese mismo año grabaron su primer disco Konuto Go, disco grabado por el productor musical Naoto Shushima. En agradables. Este disco fue producido por Otowa Yakacha.

## Giras
Como su disco Konuto Go tuvo mucho éxito, la banda tuvo una gira de 2 años, de Mongolia hasta Rusia (1997 - 1998).

## Discos Exitosos
Su disco más exitoso fue Sakura, un disco de 17 canciones, disco preoducido por Sakotto Macki. En el 2006, su disco Three Two One producido por Kan Kiochi , que fue uno de los mejores igual que Sakura

## Muertes de integrantes antiguos y nuevos
En el 2001 fallece Chang Motokko por un ataque al corazón, causa desconocida. En el 2002 fallece Aya Januko por un paro cardiaco, ya que ella era muy nerviosa.
En el 2008 cuando la banda estaba de gira en Inglaterra, recién saliendo de Londres para Liverpool, chocan con un automóvil en la carretera, debido a que el conductor del bus estaba ebrio. Yuki Konuto y Ami Konuto sobrevivieron pero Toko Motta y Wina Shimu fallecieron. A Toko se le clavó un palo de metal en la medida del corazón y a Wina se le abrió gran parte de la carotia.

## Último disco
En 2007, JMR (Japan Music Records), todos los productores de los discos de Konuto, les hicieron de representación, un disco de los 13 años de la banda.

## Discografía
- 1995 - Konuto Go, de Naoto Shushima
- 1996 - Going to Past, de Otowa Yakacha
- 1999 - Sakura, de Sakotto Macki
- 2000 - 90th Street, de Notsuki Boo-rita
- 2003 - Bigger Town, de Ket Monoko
- 2004 - Level Two, de Tog Hisuki
- 2006 - Three Two One, de Kan Kiochi
- 2007 - 13 Years Later, de JMR (Japan Music Records)

- Datos: Q16586919